# 歌謠風華-初聲
《歌謠風華-初聲》，2012年台灣時代偶像劇，現場整合行銷有限公司製作，由黃騰浩、周幼婷、林雨宣、張善為、周詠軒、吳定謙主演。2011年11月3日舉行開鏡記者會，2012年1月開鏡，2012年3月23日殺青。本劇講述鄧雨賢的一生，帶領觀眾回到1930年台灣日治時期流行歌曲的黃金年代，重現大稻埕的風華。該劇獲得行政院新聞局輔導金補助，2012年8月28日開始於HiHD頻道首播，2014年11月21日於台視播出，台視劇名為《純純》（英語：Pure Pure）。

## 播出時間
以下時間以當地時間（台灣時間）為準

### 首播
| 片名          | 頻道               | 所在地 | 播放日期及時間                             |
| ------------- | ------------------ | ------ | ------------------------------------------ |
| 歌謠風華-初聲 | HiHD頻道           | 臺灣   | 2012年8月28日週一~週五13:00~14:00          |
| 純純          | 台視主頻、台視HD台 | 臺灣   | 2014年11月21日起每週一至週五 20:00 - 21:00 |

### 重播
| 片名 | 頻道               | 所在地 | 播放日期及時間                             |
| ---- | ------------------ | ------ | ------------------------------------------ |
| 純純 | 台視主頻、台視HD台 | 臺灣   | 2014年11月22日起每週一至週五 13:00 - 14:00 |

## 劇情摘要
- 1930年代正是台灣流行音樂的啟蒙時代，台灣電影與廣播事業快速發展，各種文物細節都散發著濃郁的懷舊情懷。【歌謠風華】有年輕漂亮的演員、輕巧浪漫的情調、永恆的愛情、時尚的服裝和布景，它以一種新穎的情調讓人重新體驗時代，認識生活。

## 演員陣容

### 主要演員
| 演員   | 角色   | 介紹 | 登場集數 |
| 黃騰浩 | 鄧雨賢 | 台灣民謠之父。出生於1906年，桃園龍潭客家人。身材瘦挑，個性內斂、斯文、執著，略帶一點神經質；做事實事求是，竭盡心力。古倫美亞唱片邀請他和陳君玉、姚讚福等人進入文藝部服務，等到台灣總督府頒布皇民化政策，台灣歌也因此不能發行播放，後來進入由台灣人開設的日東唱片服務，曾一段時間到日本東京發展，直到他的女兒罹患瘧疾去世後返回台灣，與妻子擔任新竹芎林公學校(今芎林國小)擔任老師教書，可惜在1944年6月11日第二次世界大戰結束前夕 ，由於大量長期工作，導致他的心臟、肺臟狀況出現問題，甚至在治療心肺的藥物短缺下 ，不幸因心肺疾病去世，享年僅37歲。 | 全劇     |
| 周幼婷 | 純純   | 一代歌后。本名劉清香，1914年出生，13歲公學校未畢業即加入歌仔戲團學戲。直到被古倫美亞唱片邀請，並正式簽約成為該唱片旗下歌手，曾經唱過包括<望春風>等歌曲及自己開設巴西咖啡廳擔任老闆。與白石先生結婚，後因丈夫罹患肺結核病逝；直到自己感染罹患肺結核(註：照顧白石先生期間，當時肺結核為無法根治疾病，因此後面導致可能她被感染。)，1943年病逝，享年僅29歲。 | 全劇     |
| 張善為 | 李臨秋 | 一代詞人。出生於1910年，台北人，商人之子，16歲家道中落，即扛起家計，在永樂座擔任茶房。創作<望春風>一曲，該歌曲被改編為日軍募兵歌曲<大地在召喚>。 |          |
| 周詠軒 | 陳君玉 | 文藝青年。出生於1906年，童年家境不佳，公學校未畢業，為滿足強烈的求知慾而遠赴中 國東北，在日人經營之印刷廠工作，並學習北京話，20歲左右返台，進入古倫美亞唱片文藝部，擔任首任部長。之後到博友樂唱片擔任文藝部部長；離開博友樂唱片後並創辦台灣文藝協會，還為推動台灣文化創辦雜誌。 |          |
| 周凱文 | 周添旺 | 音樂才子。出生於1910年，台北萬華人，六歲學漢文，成淵中學畢業。創作<雨夜花>一曲，獲得一致好評，當時銷售量為三萬多張，曾擔任古倫美亞唱片文藝部第二任部長。 |          |
| 吳定謙 | 姚讚福 | 音樂才子。1907年出生，彰化人，1924年遷居台北。由於熱愛音樂，使他在台灣東部擔任牧師不久後，即捨棄牧師之職，進入古倫美亞擔任作曲兼培訓歌手，而後進入勝利唱片擔任作曲兼培訓歌手，創作<心酸酸>一曲，銷售量約八萬張以上，獲得一致好評。 |          |
| 林雨宣 | 愛愛   | 黑貓娥。本名簡月娥，1919年出生於新莊，尌讀於新莊公學校(今新莊國小)時即因天生好嗓音而參加校際比賽。之後被古倫美亞唱片邀請，並正式簽約成為該唱片旗下歌手。 |          |

### 其他演員
| 演員   | 角色               | 介紹 | 登場集數 |
| 徐麗雯 | 鍾有妹             | 鄧雨賢的愛妻。                                                                                             |          |
| 曾珮瑜 | 優香               | 李臨秋的紅粉知己。                                                                                         |          |
| 林鴻翔 | 柏野正次郎         | 古倫美亞唱片老闆                                                                                           |          |
| 謝其文 | 黃韻柯             | 古倫美亞唱片業務部課長                                                                                     |          |
| 吳朋奉 | 詹天馬             | 電影說書人。                                                                                               |          |
| 張永智 | 王雲峰             | 作曲家 |          |
| 郭耀仁 | 蘇桐               | 作曲家 |          |
| 吳勇濱 | 阿猴（後改名阿峰） | 本名侯義峰，愛愛的追逐者。起初在茶行擔任烘茶工人；之後曾在古倫美亞唱片業務部服務，包括擔任送貨員、業務員。 |          |
| 王永順 | 陳秋霖             | 琴師、作詞人、作曲家。                                                                                     |          |
| 陳俊言 | 陳達儒             | 作詞人，在勝利唱片時期，曾創作〈白牡丹〉、〈青春嶺〉、〈心酸酸〉等歌曲。                                   |          |
| 李沛旭 | 白石先生           | 純純的愛人及丈夫。後罹患肺結核，不幸去世。                                                                 |          |

### 客串演出
| 演員   | 角色     | 介紹                                             | 登場集數      |
| 高盟傑 | 阿豪     | 擔任永樂座的工人                                 | 1-12,19-20    |
| 黃婕菲 | 罔市     | 李臨秋之妻                                       | 1-8,19-20     |
| 趙柏翰 | 小仁輔   | 鄧雨賢之大兒子                                   | 1-10          |
| 李威楷 | 仁輔     | 鄧雨賢之大兒子                                   | 15-20         |
| 陳彥豪 | 小仁侃   | 鄧雨賢之二兒子                                   | 1-10          |
| 卓彥維 | 仁侃     | 鄧雨賢之二兒子                                   | 15-20         |
| 劉桂蓮 | 李母     | 李臨秋之母                                       | 1-8,19-20     |
| 林世民 | 林清月   | 宏濟醫院院長                                     | 1-2,5-8,17-18 |
| 赫容   | 劉母     | 純純之母                                         | 1-4,7-8,11-20 |
| 童毅軍 | 劉父     | 純純之父                                         | 1-4,7-8,11-18 |
| 林廣泰 | 鄧父     | 鄧雨賢之父                                       | 1-2,5-8       |
| 高麗虹 | 房東太太 |                                                  | 1-4,7-8,11-12 |
| 何依霈 | 青春美   | 唱片歌手                                         | 3-4,9-10      |
| 黃采儀 | 林氏好   | 聲樂家、藝人                                     | 3-6,9-10      |
| 金寶   | 蔡兆名   |                                                  | 3-6,9-12      |
| 吳世陽 | 茶行師傅 |                                                  | 3-6,9-10      |
| 林尚霖 | 出貨部長 |                                                  | 5-6,11-14     |
| 楊可凡 | 茉莉子   | 青樓藝妓。                                       | 5-6           |
| 陳思蓉 | 媽媽桑   |                                                  | 5-6,15-16     |
| 魏文良 | 郭博容   |                                                  | 5-6           |
| 田以熙 | 周太太   |                                                  | 11-12         |
| 劉俊德 | 廖水來   |                                                  | 11-12         |
| 吳冠廷 | 阿標     |                                                  | 11-14         |
| 施勝霖 | 長松     |                                                  | 11-12,15-16   |
| 陳彥壯 | 王福     | 曾擔任勝利唱片文藝部首任部長，後因個人因素辭職。 | 13-16         |
| 張捷   | 黃文柏   |                                                  | 13-14         |
| 蘇郁雯 | 鄧富美惠 | 鄧雨賢唯一的女兒，因罹患瘧疾去世。               | 17-18         |
| 溫吉興 | 林木盛   |                                                  | 17-20         |

## 電視劇歌曲
| 曲別         | 歌名         | 演唱       | 演奏         | 作詞   | 作曲   | 原唱              | 發行     |
| 片頭曲       | 望春風       | 曾心梅     | 長榮交響樂團 | 李臨秋 | 鄧雨賢 | 純純              | 古倫美亞 |
| 預告曲(1集)  | 桃花泣血記   |            |              | 詹天馬 | 王雲峰 | 純純 (歌手)       | 古倫美亞 |
| 預告曲(2集)  | 倡門賢母     |            |              | 李臨秋 | 蘇桐   | 純純 (歌手)       | 古倫美亞 |
| 預告曲(3集)  | 月夜愁       |            |              | 周添旺 | 鄧雨賢 | 林氏好            | 古倫美亞 |
| 預告曲(4集)  | 黃昏約       |            |              | 謝福   | 謝福   | 愛愛              | 博友樂   |
| 預告曲(5集)  | 望你早歸     |            |              | 那卡諾 | 楊三郎 | 紀露霞            |          |
| 預告曲(6集)  | 南國花譜     |            |              | 周添旺 | 鄧雨賢 | 純純 (歌手)、愛愛 | 古倫美亞 |
| 預告曲(7集)  | 雪梅思君     |            |              | 歌仔戲 | 廈門調 | 愛愛              | 博友樂   |
| 預告曲(8集)  | 跳舞時代     |            |              | 陳君玉 | 鄧雨賢 | 純純 (歌手)       | 古倫美亞 |
| 預告曲(9集)  | 江上月影     |            |              | 周添旺 | 鄧雨賢 | 純純 (歌手)       | 古倫美亞 |
| 預告曲(10集) | 夜半的大稻埕 |            |              | 陳君玉 | 姚讚福 | 純純 (歌手)       | 古倫美亞 |
| 預告曲(11集) | 我愛你       |            |              | 李臨秋 | 鄧雨賢 | 純純 (歌手)       | 古倫美亞 |
| 預告曲(12集) | 路滑滑       |            |              | 顏龍光 | 陳秋霖 | 賴碧霞            | 勝利     |
| 預告曲(13集) | 雨夜花       |            |              | 周添旺 | 鄧雨賢 | 純純 (歌手)       | 古倫美亞 |
| 預告曲(14集) | 望春風       |            |              | 李臨秋 | 鄧雨賢 | 純純 (歌手)       | 古倫美亞 |
| 預告曲(15集) | 月夜愁       |            |              | 周添旺 | 鄧雨賢 | 純純 (歌手)       | 古倫美亞 |
| 預告曲(16集) | 心酸酸       |            |              | 陳達儒 | 姚讚福 | 秀鑾              | 勝利     |
| 預告曲(17集) | 滿面春風     |            |              | 周添旺 | 鄧雨賢 | 純純 (歌手)、愛愛 | 古倫美亞 |
| 預告曲(18集) | 夜半的大稻埕 |            |              | 陳君玉 | 姚讚福 | 純純 (歌手)       | 古倫美亞 |
| 預告曲(19集) | 江上月影     |            |              | 周添旺 | 鄧雨賢 | 純純 (歌手)       | 古倫美亞 |
| 片尾曲       | 白牡丹       | 南方二重唱 | 長榮交響樂團 | 陳達儒 | 陳秋霖 | 根根              | 勝利     |

## 收視率

### 台視首播收視率
| 播映日期                 | 週數 | 集數  | 平均收視率 | 排名 | 備註                                                                    |
| ------------------------ | ---- | ----- | ---------- | ---- | ----------------------------------------------------------------------- |
| 2014年11月21日           | 1    | 1     |            |      | 首播，劇名為《純純》。                                                  |
| 2014年11月24日－11月28日 | 2    | 2-6   | 0.68       |      |                                                                         |
| 2014年12月1日－12月5日   | 3    | 7-11  | 0.79       |      | 12月1日起，由《白河台影文化城》冠名贊助，更名為《白河台影文化城純純》。 |
| 2014年12月8日－12月12日  | 4    | 12-16 | 0.72       |      |                                                                         |
| 2014年12月15日－12月18日 | 5    | 17-20 |            |      |                                                                         |
| 平均收視率               |      |       |            |      |                                                                         |

- 同時段節目：
  - 三立：
    - 三立台灣台《世間情》
    - 三立都會台《幸福兌換券》、《我的寶貝四千金》

  - 民視《龍飛鳳舞》
  - 中視《大漢賢后衛子夫》、《隋唐英雄傳》
  - 華視《奇皇后》、《咱們结婚吧》
  - 大愛《阿爸講的話》、《河畔卿卿》
- 由AGB尼爾森調查，調查範圍是四歲以上收看電視之觀眾。
- 資料來源：中時娛樂

2014台灣電視劇平均收視率排名列表

## 製作團隊
- 製作人：伍中梅
- 導　演：葉鴻偉、凃家銘
- 編　劇：蔡秀女、虞草
- 企　劃：陳儀娥
- 行銷公關：潘怡豪
- 製作公司：現場整合行銷有限公司
- 贊助單位：台北市電影委員會、台北市政府文化局
- 指導單位：行政院文化建設委員會

## 新聞
- 周幼婷看淡情路 祝福前男友[永久]
- 歌謠風華開拍 重現大稻埕風華
- 周幼婷愛上幕後 感情留白 （页面存档备份，存于）
- 「歌謠風華30」開拍 演繹鄧雨賢一生 （页面存档备份，存于）
- 《歌謠風華》開拍 再現大稻埕風采 （页面存档备份，存于）
- 黃騰浩復古油頭 挑戰音樂家鄧雨賢

## 外部連結
- 互联网电影数据库（IMDb）上《歌謠風華-初聲》的资料（英文）
- 豆瓣电影上《歌謠風華-初聲》的資料 （简体中文）
- 純純的Facebook專頁
- 官方网站－公視
- 官方网站－台視

## 作品的變遷
| 臺灣 HiHD頻道 每週一至週五 13:00 - 14:00  | 臺灣 HiHD頻道 每週一至週五 13:00 - 14:00  | 臺灣 HiHD頻道 每週一至週五 13:00 - 14:00 |
| ----------------------------------------- | ----------------------------------------- | ---------------------------------------- |
|                                           | 歌謠風華 （2012年8月28日－2012年9月24日） |                                          |
| 愛。回來 （2012年7月12日－2012年8月27日） | 小孩大人 （2012年9月25日－2012年1月4日）  |                                          |

| 臺灣 台視主頻、台視HD台 每週一至週五 20:00 - 21:00 | 臺灣 台視主頻、台視HD台 每週一至週五 20:00 - 21:00 | 臺灣 台視主頻、台視HD台 每週一至週五 20:00 - 21:00 |
| -------------------------------------------------- | -------------------------------------------------- | -------------------------------------------------- |
|                                                    | 純純 （2014年11月21日－2014年12月18日）            |                                                    |
| 艋舺的女人 （2014年8月1日－2014年11月20日）        | 雨後驕陽（重播） （2014年12月19日－2015年4月9日）  |                                                    |